# Stazione di Alejandro Korn
La stazione di Alejandro Korn (Estación Alejandro Korn in spagnolo) è una stazione ferroviaria della linea Roca situata nell'omonima città della provincia di Buenos Aires.

## Storia
La stazione fu aperta al traffico il 14 agosto 1865.